# Elektrischer Fluss
Der elektrische Fluss oder auch Verschiebungsfluss {\displaystyle {\mathit {\Psi }}} (Psi) ist eine physikalische Größe aus der Elektrostatik und Elektrodynamik.
Obwohl der elektrische Fluss mathematische Eigenschaften hat, die denen einer realen Strömung in einem Strömungsfeld ähneln, transportiert er nichts Materielles wie etwa Ladungsträger, sondern überträgt lediglich die Wirkung des zugrundeliegenden Kraftfeldes von einem Punkt zu einem anderen.
Je nach Zusammenhang wird der elektrische Fluss unterschiedlich definiert.

## Elektrotechnische Definition
In der elektrotechnischen Fachliteratur wird meist folgende Festlegung verwendet. Dabei werden die Beziehungen zur Materie sowie zum Verhältnis von Flüssen und Feldstärken über die Materialgleichungen der Elektrodynamik beschrieben.
Da der elektrische Fluss nicht einzelnen Raumpunkten zugeordnet werden kann (manchmal behilft man sich daher in der Darstellung des Flusses mit räumlichen ausgedehnten Flussröhren), wird jedem Raumpunkt eine elektrische Flussdichte {\displaystyle D} zugeordnet. Dabei trägt nur jener Anteil des elektrischen Flusses zum elektrischen Fluss durch die Fläche {\displaystyle A} bei, der normal zu dieser Fläche steht. Mathematisch wird dieser Umstand in der Vektoranalysis mittels Vektoren und durch die Operation des inneren Produktes als ein Flächenintegral ausgedrückt:
{\displaystyle {\mathit {\Psi }}=\int \limits _{\mathcal {A}}{\vec {D}}\cdot \mathrm {d} {\vec {A}}}
Daraus ergibt sich für diese Definition die SI-Einheit Coulomb (= Ampere·Sekunde).
Im elektrostatischen Fall kann der elektrische Fluss zwecks einfacher Vorstellung bildlich dargestellt werden:
- die Richtung der elektrischen Feldstärke an jeder Stelle des Raumes stellt man durch Feldlinien dar, die definitionsgemäß von positiven Ladungen weg und zu negativen Ladungen hin zeigen.
- die Dichte der elektrischen Ladungen an den Oberflächen der Elektroden wird dargestellt durch die Dichte der Feldlinien an den Leiteroberflächen.
- dann entspricht der elektrische Fluss, der an einer Elektrode entspringt bzw. an ihr endet, der Anzahl der Feldlinien, die insgesamt von dieser Elektrode ausgehen oder an ihr enden, und damit der Ladungsmenge dieser Elektrode.

Betrachtet man eine geschlossene Fläche {\displaystyle A}, so entspricht der elektrische Fluss der von der Hüllfläche {\displaystyle A} umschlossenen Ladung {\displaystyle Q}.
{\displaystyle {\mathit {\Psi }}=\oint \limits _{\mathcal {A}}{\vec {D}}\cdot \mathrm {d} {\vec {A}}=Q}
Dieser Umstand kann auch so ausgedrückt werden, dass eine elektrische Spannung {\displaystyle U} an einem Kondensator mit der Kapazität {\displaystyle C} eine bestimmte Ladung an die Platten (Elektroden) des Kondensators transportiert. Diese Spannung bewirkt zwischen den Kondensatorplatten einen elektrischen Fluss der Größe
{\displaystyle {\mathit {\Psi }}=C\cdot U},
womit die elektrische Ladung {\displaystyle Q} des Kondensators genau mit dem elektrischen Fluss zwischen den Elektroden übereinstimmt:
{\displaystyle {\mathit {\Psi }}=Q}

## Physikalische Definition
In der physikalischen Fachliteratur, etwa im Gerthsen Physik, wird der elektrische Fluss {\displaystyle \Phi } im Vakuum festgelegt in der Form:
{\displaystyle \Phi ={\frac {\mathit {\Psi }}{\varepsilon _{0}}}=\int \limits _{\mathcal {A}}{\vec {E}}\cdot \mathrm {d} {\vec {A}}}
mit der elektrischen Feldkonstante {\displaystyle \varepsilon _{0}}.
Daraus ergibt sich für diese Definition die SI-Einheit Volt·Meter.
Diese Begriffsdefinition des elektrischen Flusses {\displaystyle \Phi } unterscheidet sich trotz gleicher Namensgebung von der Begriffsfestlegung des elektrischen Flusses {\displaystyle {\mathit {\Psi }}} in der Elektrotechnik; so entspricht der elektrische Fluss {\displaystyle \Phi } hier nicht dem Flächenintegral der elektrischen Flussdichte {\displaystyle D}, sondern dem der elektrischen Feldstärke {\displaystyle E}. Außerdem ergeben sich bei dieser Festlegung in Materie, insbesondere bei nichtlinearen und anisotropen Materialien, komplizierte Verhältnisse.